# 何瑾 (電視主持)
何瑾，藝名小荷姐姐，江蘇南京人，是上海文化廣播影視集團哈哈少兒頻道主持人，主要主持少兒節目《歡樂蹦蹦跳》。

## 電視節目
- 《歡樂蹦蹦跳》
- 《開心公寓》
- 《OK上海》
- 《動漫情報》
- 《數字地球》
- 《為何逗》
- 《百校連百校》

## 劇集演出
- 客串出演中國兒童特攝片《金甲戰士》 飾演 西米露